# O'G3NE
O'G3NE (anteriormente conocido como Lisa, Amy, & Shelley. Se pronuncia "odchiin".) es una banda musical femenina neerlandesa, formada por las hermanas Lisa, Amy y Shelley Vol, siendo las dos últimas hermanas gemelas.
En 2007, representaron a los Países Bajos en el Festival de la Canción de Eurovisión Junior 2007 con la canción «Adem in, adem uit» («Inspira, espira»), quedando en 11º lugar de 17, y el 19 de diciembre de 2014 fueron anunciadas como las ganadoras de la quinta temporada de The Voice of Holland, consiguiendo un contrato de grabación con EMI. Fueron el primer trío en ganar el concurso en cualquier versión internacional de La voz.
El 29 de octubre de 2016, se anunció que representarían a los Países Bajos en el Festival de la Canción de Eurovisión 2017.

## Vida y carrera

### Carrera temprana
Lisa Vol nació el 21 de junio de 1994, mientras que Amy y Shelley nacieron el 18 de octubre de 1995. Las hermanas nacieron en Dordrecht, y fueron criadas en Fijnaart. En 2007, ganaron Junior Songfestival 2007, la final neerlandesa para elegir al representante del país en el Festival de la Canción de Eurovisión Junior 2007, con su canción «Adem in, adem uit», recibiendo una máxima puntuación de 36 puntos en la semifinal y la final. Así, representaron a los Países Bajos en el festival, celebrado en Róterdam, donde quedaron en 11º puesto de 17. Al año siguiente, lanzaron un álbum titulado 300% y más tarde, en 2011, publicaron otro álbum llamado Sweet 16.
el padre de las niñas es un productor musical muy rico y ha compuesto todas sus canciones.

### 2014-2016:The Voice of Hollandy desarrollo
Tras una breve pausa después del lanzamiento de su segundo álbum de estudio en 2011, la banda apareció en el tercer episodio de las audiciones a ciegas de la quinta temporada de The Voice of Holland, bajo el nuevo nombre de «O'G3NE». Allí interpretaron la canción de Bee Gees «Emotion» y todos los jueces se dieron la vuelta por ellas, uniéndose finalmente al equipo de Marco Borsato. Fueron muy consistentes durante todo el concurso, consiguiendo así ganar la competición, siendo la primera banda en hacerlo. En 2016 compitieron en el programa musical de televisión De beste zangers van Nederland. El 30 de septiembre de ese año publicaron su tercer álbum de estudio, We Got This, y encabezó la lista de álbumes neerlandesa.

### 2016-presente: Festival de la Canción de Eurovisión 2017
El 29 de octubre de 2016, tras mucha especulación, se reveló que el trío representaría a los Países Bajos en el Festival de la Canción de Eurovisión 2017. Finalmente, obtuvieron un 4º puesto en su semifinal, quedando en la gran final 11º con Lights And Shadows, dado el espectacular apoyo del jurado hacia dicha banda (su directo).